# Kernen Omloop Echt-Susteren
La Kernen Omloop Echt-Susteren era una competició ciclista que es disputà anualment al municipi d'Echt-Susteren (Països Baixos) entre el 2008 i el 2017. Forma part de l'UCI Europa Tour des del 2010.

## Palmarès
| Any  | Vencedor             | Segon                | Tercer               |
| ---- | -------------------- | -------------------- | -------------------- |
| 2008 | Rik Kavsek           | Hans Bloks           | Sander Oostlander    |
| 2009 | Jeff Vermeulen       | Bart van Haaren      | Thijs Al             |
| 2010 | Peter Schulting      | Michael Schweizer    | Wesley Kreder        |
| 2011 | Andris Smirnovs      | Jonas Ahlstrand      | Jetse Bol            |
| 2012 | Daniel Hoelgaard     | Daniel McLay         | Tino Thömel          |
| 2013 | Dylan Groenewegen    | Tino Thömel          | Wim Stroetinga       |
| 2014 | Phil Bauhaus         | Patrick Clausen      | Remco te Brake       |
| 2015 | Maximilian Walscheid | Stan Godrie          | Johim Ariesen        |
| 2016 | Daan Meijers         | Nathan Van Hooydonck | Jan-Willem van Schip |
| 2017 | Robbert de Greef     | Morten Hulgaard      | Stijn De Bock        |